# Narodowa Organizacja Bojowa „Życie i Śmierć dla Narodu”
Narodowa Organizacja Bojowa „Życie i Śmierć dla Narodu” (NOB) – narodowo-radykalny, paramilitarny oddział RNR Falangi, przygotowywany do czynnej walki rewolucyjnej, początkowo używał nazwy Oddział Bojowy „Ręka z Mieczem”.
Zajęcia wojskowe prowadzono w majątku ziemskim Stanisława Zdziarskiego w Łęgonicach. NOB na koncie miał kilka akcji typu terrorystycznego m.in. ataki bombowe na siedziby Związku Nauczycielstwa Polskiego w Warszawie i Łodzi, ostrzelanie pochodu Bundu (żydowska partia lewicowo-socjalistyczna) 1 maja 1937 roku. Ludzie z NOB brali także udział w blokadzie Uniwersytetu Warszawskiego w listopadzie 1936 roku. Na początku szefem NOB był Bolesław Jamontt, funkcję tę później objął Zygmunt Przetakiewicz. W czasie okupacji członkowie organizacji zasilili szeregi m.in. NOB, Konfederacji Narodu.